# بختيار رحماني
بختيار رحماني ((بالفارسية: بختیار رحمانی‏)؛ مواليد 23 سبتمبر 1989) لاعب كرة قدم إيراني يجيد اللعب في مركز الوسط . ولد رحماني في مدينة سربل ذهاب وينحدر من أصل كردي.

## روابط خارجية
- بختيار رحماني على موقع الاتحاد الدولي (مؤرشف)  (الإنجليزية)
- بختيار رحماني على موقع قاعدة بيانات كرة القدم.إي يو (الإنجليزية)
- بختيار رحماني على موقع ناشيونال فوتبول تيمز (الإنجليزية)
- بختيار رحماني على موقع Soccerway.com (الإنجليزية)
- بختيار رحماني على موقع كووورة
- بختيار رحماني على موقع AS.com (الإسبانية)